# Richard Burgi
Richard Burgi (Montclair, 30 de julho de 1958) é um ator norte-americano. Foi mais conhecido pelo público no seriado "Desperate Housewives", pelo papel do vilão Karl Mayer. Seu último trabalho foi no papel de Thomas Wellington na série Harper's Island. E também trabalhou na série de TV 24 Horas interpretando o vilão Kevin Carroll. Também fez o papel de Craig Martin no filme Cellular, no ano de 2004.

## Vida pregressa
Burgi nasceu nos subúrbios da cidade de Nova York em Montclair, Nova Jersey. Sua família estava envolvida no teatro da comunidade. Seu irmão, Chuck Burgi, é um conhecido baterista de rock que mais recentemente excursionou com Billy Joel. Após o colegial, Burgi viajou pelos EUA e Europa, fazendo biscates.

## Carreira
Burgi começou sua carreira em Nova York, o que levou a papéis regulares em Manhattan nas novelas One Life to Live, Another World e As the World Turns. Depois de se mudar para Los Angeles, ele estrelou em outra novela, Days of Our Lives. Mais tarde, ele recebeu um papel no Viper depois de uma série de aparições em programas de televisão, incluindo uma estreia cinematográfica em Chameleons em 1989. Seu primeiro papel principal foi na série de televisão One West Waikiki, de 1994.
Burgi foi escolhido como o líder da série The Sentinel, que foi cancelada depois de três temporadas, deixando as principais questões da trama não resolvidas; uma intensa campanha de fãs convenceu a rede a filmar uma meia temporada adicional de episódios para finalizar a série apropriadamente. Mais tarde, ele recebeu papéis recorrentes em The District, 24 e Judging Amy, bem como partes pequenas em outras séries de televisão e filmes, incluindo Matlock. No remake de 1998 feito para a TV do filme I Married a Monster, Burgi estrelou como Nick Farrell (o monstro).
Desde 2004, Burgi apareceu em Desperate Housewives interpretando Karl Mayer, logo promovido a um membro regular do elenco na segunda temporada. Ele também estrelou o thriller Cellular em 2004, bem como um remake de " Fun with Dick and Jane" e "Garota In Her Shoes" como o interesse amoroso de Toni Collette em 2005. Em 2007, Burgi foi escalado para o filme de terror Hostel: Part II. Em 2009, ele atuou como um policial na sexta-feira 13 e um médico em Nip / Tuck.
Burgi, estrelou como convidado atuando como Thomas Wellington em Harper's Island (2009), da CBS.
Em 2010, Burgi estrelou em um episódio de Law & Order: Special Victims Unit. Em 2011, Burgi estrelou em TV Land's Hot em Cleveland. Em 2011, foi anunciado que ele interpretaria Karl Parker em My Family USA, que estreou em 26 de setembro de 2011. Em 2011, Burgi ganhou um novo papel recorrente como Clyde Decker, da CIA, que faz parte de uma conspiração do governo visando o personagem principal em Chuck. Em 2011, Burgi apareceu na 9ª temporada de One Tree Hill como o pai de Brooke Davis. Em 2012, ele estrelou em cult clássico "Christmas Twister", como TV Reporter 1, em que seu personagem foi morto tentando afastar um contêiner de baixo voo voando. Em 2013, Burgi estrelou no filme Devious Maids, da Lifetime, como Henri.